# 伊藤方程
伊藤方程(Ito equation)是一个五阶非线性偏微分方程：
{\displaystyle U_{t}+((6*U^{5}+10*\alpha *(U^{2}*U_{xx}+U*U_{x}^{2})+U_{xxxx})_{x}=0}

## 解析解
{\displaystyle u(x,t)=_{C}2*sech(_{C}1+_{C}2*x-_{C}2^{5}*t)}
{\displaystyle u(x,t)=_{C}3*JacobiDN(-_{C}2-_{C}3*x-(-6*_{C}3^{5}-_{C}3^{5}*_{C}1^{4}+6*_{C}3^{5}*_{C}1^{2})*t,_{C}1)}
{\displaystyle u(x,t)={\sqrt {(}}2)*_{C}3*JacobiCN(_{C}2+_{C}3*x-7*_{C}3^{5}*t,(1/2)*sqrt(2))}
{\displaystyle u(x,t)=-I*_{C}2*cot(_{C}1+_{C}2*x-6*_{C}2^{5}*t)}
{\displaystyle u(x,t)=-I*_{C}2*tan(_{C}1+_{C}2*x-6*_{C}2^{5}*t)}
{\displaystyle u(x,t)=-I*_{C}3*JacobiNS(-_{C}2-_{C}3*x-(-_{C}3^{5}*_{C}1^{4}-_{C}3^{5}-4*_{C}3^{5}*_{C}1^{2})*t,_{C}1)}
{\displaystyle u(x,t)=I*_{C}2*csc(_{C}1+_{C}2*x-_{C}2^{5}*t)}
{\displaystyle u(x,t)=(2*I)*_{C}3*JacobiND(_{C}2+_{C}3*x-28*_{C}3^{5}*t,sqrt(2))}
{\displaystyle u(x,t)=-I*sqrt(2)*_{C}3*JacobiNC(_{C}2+_{C}3*x-7*_{C}3^{5}*t,(1/2)*sqrt(2))}
{\displaystyle u(x,t)=-2*_{C}3*JacobiSN(_{C}2+_{C}3*x-28*_{C}3^{5}*t,I)}
{\displaystyle u(x,t)=-{\sqrt {(}}1-_{C}1^{2})*_{C}3*JacobiND(-_{C}2-_{C}3*x-(-6*_{C}3^{5}-_{C}3^{5}*_{C}1^{4}+6*_{C}3^{5}*_{C}1^{2})*t,_{C}1)}

## 行波图
|  |  |  |  |

|  |  |  |  |

|  |  |  |  |

|  |  |  |  |